# Усадьба Петровых
Усадьба Петровых — ансамбль исторических зданий XIX века в Коломне, на территории Коломенского кремля (современный адрес: улица Лажечникова, 18, угол с улицей Лазарева). Объект культурного наследия регионального значения.

## История
Усадьба выстроена в третьей четверти XIX века, принадлежала купцам-кожевенникам Петровым. С 1917 года в ней разместился Коломенский союз кооперативов, позднее — Коломенский райпотребсоюз. В XXI веке на территории, открытой для посетителей, размещены экспонаты, связанные с историей хозяйства, и арт-объекты. В бывшем соляном амбаре в 2024 году открыт музей.

## Архитектура
Комплекс состоит из главного дома, выходящего на улицу, двух флигелей и ряда одноэтажных хозяйственных деревянных и кирпичных построек по периметру вымощенного булыжником двора с кирпичной оградой.
Главный дом усадьбы по стилю отвечает переходу от классицизма к эклектике. Дом одноэтажный (с цокольным этажом и антресолями), стены кирпичные с использованием белокаменных деталей. Композиция здания в целом традиционная, но сочетается с новыми приёмами. Два фасада, выходящие на улицы Лажечникова и Лазарева, одинаковы, с равномерно поставленными оконными проёмами. В декоре здания проявляется влияние итальянского Ренессанса. Главный декоративный элемент — белокаменные крупные наличники с лучковыми сандриками на кронштейнах. Использованы также белокаменные ордерные элементы.